# Мацапура, Дмитрий Сергеевич
Дми́трий Серге́евич Мацапу́ра (укр. Дмитро Сергійович Мацапура; род. 10 марта 2000, Харьков) — украинский футболист, вратарь ковалёвского «Колоса».

## Биография
Родился 10 марта 2000 года.
Воспитанник академии харьковского «Металлиста». С 2013 по 2017 год выступал за «Металлист» в детско-юношеской футбольной лиге Украины. В сезоне 2015/16 стал бронзовым призёром ДЮФЛ для игроков не старше 16 лет.
Летом 2017 года присоединился к луганской «Заре». В сезоне 2017/18 дебютировал в чемпионате Украины среди юношеских команд, а в следующем сезоне — в молодёжном первенстве страны. Принимал участие в Кубке Приднепровья 2018 года.
В январе 2019 года впервые отправился на тренировочные сборы в Турцию вместе с основным составом «Зари».
В конце сезона 2019/20 Премьер-лиги Украины сразу три вратаря основного состава «Зари» (Никита Шевченко, Никола Василь и Заури Махарадзе) оказались травмированы. Таким образом в матче 29 тура против «Александрии», состоявшемся 5 июля 2020 года, главный тренер команды Виктор Скрипник доверил место в воротах Мацапуре. Дебютный поединок Дмитрия завершился для «Зари» с ничейным счётом (2:2). По итогам сезона «Заря» завоевала бронзовые награды украинского первенства.

## Достижения
«Заря» (Луганск)
- Бронзовый призёр чемпионата Украины (2): 2019/20, 2022/23

## Статистика
| Сезон   | Клуб           | Лига                 | Чемпионат | Чемпионат | Кубок | Кубок | Еврокубки | Еврокубки | U-21 | U-21 | U-19 | U-19 |
| Сезон   | Клуб           | Лига                 | Игры      | Голы      | Игры  | Голы  | Игры      | Голы      | Игры | Голы | Игры | Голы |
| ------- | -------------- | -------------------- | --------- | --------- | ----- | ----- | --------- | --------- | ---- | ---- | ---- | ---- |
| 2017/18 | Заря (Луганск) | Премьер-лига Украины |           |           |       |       |           |           | 0    | 0    | 11   | -10  |
| 2018/19 | Заря (Луганск) | Премьер-лига Украины |           |           |       |       |           |           | 11   | -28  | 16   | -20  |
| 2019/20 | Заря (Луганск) | Премьер-лига Украины | 3         | -5        |       |       |           |           | 6    | -10  |      |      |
| 2020/21 | Заря (Луганск) | Премьер-лига Украины | 0         | 0         |       |       | 0         | 0         | 5    | -?   |      |      |